# Pinte
Pour les articles homonymes, voir Pinte (homonymie).
Pinte ne doit pas être confondu avec Chopine. En français, une pinte équivaut à deux chopines ( « pints » en anglais ). Pinte et pint sont de faux amis.
 (septembre 2018).
Si vous disposez d'ouvrages ou d'articles de référence ou si vous connaissez des sites web de qualité traitant du thème abordé ici, merci de compléter l'article en donnant les références utiles à sa vérifiabilité et en les liant à la section « Notes et références ».

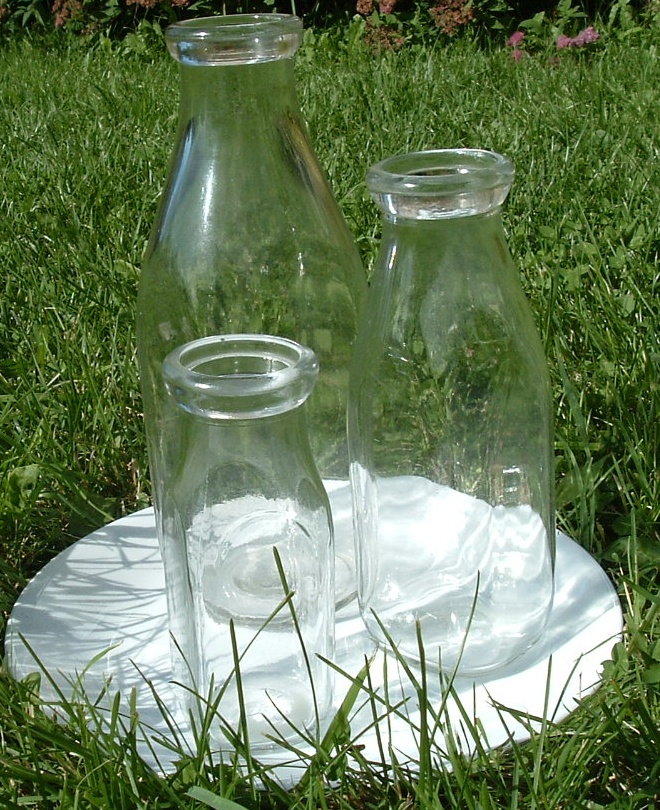
Anciennes bouteilles de lait du Québec : une pinte, une chopine et un demiard

Une pinte est une unité de mesure de volume pour des liquides. La pinte se subdivise en deux chopines.
- la pinte de Paris est une unité antérieure au système métrique, qui valait 48 pouces du Roi cubes, soit environ 952,146 ml ; la pinte de Châlus (Haute-Vienne, France) contenait 2,380 litres ; la pinte de Bar contenait 1,07 litre[1].
- En France, dans la Marine nationale, l'équivalent de la pinte de bière (0,5 litre) se nomme le béru[réf. nécessaire].

## Les pintes en Europe et en Amérique du Nord
- Au Canada, la pinte (quart en anglais) est une mesure de capacité qui correspond ou bien à un quart de gallon impérial, equivalent à 1,136 litre[2],[3],[4], ou bien à un quart de gallon américain équivalent à 0,946 litre[5]. Il n'y a pas de distinction entre pinte sèche ou liquide.
- une pinte américaine[6] ou US liquid pint, symbole pt (US liquid), est une unité américaine pour mesurer le volume des liquides, qui vaut 32 onces liquides US, soit environ 0,946 352 946 litre[7].
- une pinte  américaine (sèche ou dry), symbole pt (US dry), est une unité américaine pour mesurer le volume des matières sèches. Elle vaut environ 1,101 litre[7].

### Pintes et chopines
- Au Canada, le terme chopine (pint en anglais) désigne la moitié d'une pinte (quart en anglais).
  - Depuis les années 1990, dans le contexte de l'apparition de la bière pression et des microbrasseries, le terme pinte tend à désigner le contenu d'un verre de bière équivalent à 568 ml (chopine impériale:  20 onces liquide).« correspond à l'unité du système de mesure impérial appelée chopine au Canada, et pinte dans l'ensemble de la francophonie »[8]. Mais parfois, il correspond au contenu d'une grande cannette de bière américaine, c'est-à-dire 473 ml (chopine américaine: 16 onces liquide).

- La chopine impériale (Imperial pint ou pint en anglais), aussi appelée chopine canadienne, symbole chop (pt), est une des unités de mesure du Royaume-Uni et l'Amérique du Nord, qui vaut 20 onces liquides impériales, ou canadiennes, soit exactement 0,568 261 25 litre[2],[9].
- une chopine américaine[6] ou US pint, symbole pt (US fl), est une unité américaine pour mesurer le volume des liquides, qui vaut 16 onces liquides US, soit exactement 0,473 176 473 litre.
- une chopine  américaine (sèche ou dry), symbole pt (US dry), est une unité américaine pour mesurer le volume des matières sèches. Elle vaut exactement 0,550 610 471 357 5 litre.